# Сортувальна (платформа, Москва)
Сортувальна (рос. Сортировочная) — зупинний пункт/пасажирська платформа Казанського/Рязанського напрямків Московської залізниці, у складі лінії МЦД-3, у Москві.
Розташована вздовж Юр'ївського провулка.
Відстань по коліях від Казанського вокзалу становить 5 км.
Складається з двох посадних платформ, берегової (західної) і острівної (східної). Острівна платформа має вихід в місто по підземному переходу, розташованому в південній частині станції. Берегова платформа обслуговує II колію, острівна I і IV колію. III колія Казанського напрямку прямує через сортувальний парк Перово IV станції Перово далеко від платформи.
У південній частині платформи є невелика дуга, що виникла через подовження для можливості приймання довших електропоїздів. Платформи злегка зміщені один щодо одного: берегова знаходиться південніше.
Через міст над платформою — вихід на вулицю Буракова і до депо.
Сучасного вигляду (навіси, забарвлення) придбала після реконструкції у 2003—2004 рр. Всі споруди пофарбовані в зелений колір. Платформа викладена червоною плиткою.
Платформа не обладнана турнікетами. Відноситься до першої тарифної зони.